# Sabu (wrestler)
Terry Michael Brunk (n. 12 decembrie 1964, Detroit, Michigan, SUA – d. 11 mai 2025) a fost un wrestler american, mai cunoscut sub numele de ring Sabu. A evoluat în numeroase promoții de wrestling, printre care Extreme Championship Wrestling (ECW), Total Nonstop Action Wrestling (între 2002 și 2005) și World Wrestling Entertainment (între aprilie 2006 - mai 2007).